# Деф Смит (окръг, Тексас)
Окръг Деф Смит (на английски: Deaf Smith County) е окръг в щата Тексас, Съединени американски щати. Площта му е 3880 km², а населението - 18 561 души (2000). Административен център е град Херифорд.